# Чанагчы (Кедабекский район)
Чанагчы (азерб. Çanaqçı) — село в Кедабекском районе Азербайджана. В 2011 году переименовано с Агамалы на Чанагчы.
Расположено в горах Малого Кавказа в 7 километрах от села Славянка, поселения, основанного сосланными в царские времена духоборами, вдоль реки Миссую. Через село проходит асфальтированная дорога, связывающая его со Славянкой и, далее, с райцентром Кедабек и равнинной частью Азербайджана. На въезде в село установлен памятник местным жителям, павшим в Великой Отечественной войне.

## Социальные и хозяйственные учреждения
- Общеобразовательная средняя школа;
- Больница;
- Продовольственные магазины;
- Хлебопекарня;
- Машинно-тракторная станция;
- Местный радио и телефонный узел.